# Liste der Abgeordneten zum Tiroler Landtag (I. Wahlperiode)
- SDAP: 8
- TVP: 27
- OWV: 1
- GDVP: 4

Diese Liste der Abgeordneten zum Tiroler Landtag (I. Wahlperiode) listet alle Abgeordneten zum Tiroler Landtag in der I. Wahlperiode auf. Der Landtag in dieser Periode amtierte von der konstituierenden Sitzung am 7. Juni 1921 bis zur Angelobung des Landtags der II. Wahlperiode am 12. Mai 1925. Nach der Konstituierung des Landtages folgte die Angelobung der Abgeordneten, danach die Wahl der Mitglieder der Landesregierung Stumpf I. Von den 40 Mandaten entfielen nach der Landtagswahl in Tirol 1921 27 auf die Tiroler Volkspartei (ÖVP), acht auf die Sozialdemokratische Arbeiterpartei (SDAP), vier auf die Großdeutsche Volkspartei (GDVP) und eines auf die Osttiroler Wählervereinigung (OWV).

## Landtagsabgeordnete
| Name                | Partei | Anmerkung                                                                  |
| ------------------- | ------ | -------------------------------------------------------------------------- |
| Annewanter Jakob    | TVP    |                                                                            |
| Bair Franz          | TVP    |                                                                            |
| Dillersberger Josef | GDVP   |                                                                            |
| Ducia Maria         | SDAP   |                                                                            |
| Filzer Hans         | SDAP   |                                                                            |
| Fischer Franz       | TVP    |                                                                            |
| Foltin Arthur       | SDAP   |                                                                            |
| Gebhart Andreas     | TVP    |                                                                            |
| Gruener Franz       | SDAP   |                                                                            |
| Haidegger Wendelin  | TVP    |                                                                            |
| Haßler Gottfried    | TVP    |                                                                            |
| Hell Anton          | TVP    |                                                                            |
| Henggi Franz        | TVP    |                                                                            |
| Hödl Peter          | TVP    |                                                                            |
| Hofinger Josef      | TVP    |                                                                            |
| Holzhammer Josef    | SDAP   |                                                                            |
| Illmer Hans         | TVP    | Mandatsverzicht in der Sitzung am 4. Dezember 1923 verkündet               |
| Kleissl Robert      | TVP    | ab 14. November 1922 für Theodor Scheffauer, am 21. August 1923 verstorben |
| Kramer Eduard       | TVP    | am 18. Dezember 1923 als Nachfolger von Hans Illmer angelobt               |
| Lapper Karl         | SDAP   |                                                                            |
| Laugus Hermann      | TVP    |                                                                            |
| Loreck Rudolf       | TVP    |                                                                            |
| Mader Hans          | TVP    |                                                                            |
| Mühlreiter Eduard   | GDVP   |                                                                            |
| Obwexer Natalis     | OWV    |                                                                            |
| Peer Hans           | TVP    |                                                                            |
| Pembaur Walter      | GDVP   |                                                                            |
| Pfeffer Rudolf      | SDAP   |                                                                            |
| Planer Karl         | TVP    | Nachfolger von Robert Kleißl ab Herbst 1923                                |
| Pusch Karl          | TVP    |                                                                            |
| Rapoldi Martin      | SDAP   |                                                                            |
| Reitmair Franz      | TVP    |                                                                            |
| Scheffauer Theodor  | TVP    | Mandatsverzicht in der Sitzung am 14. November 1922 verkündet              |
| Schermer Johann     | TVP    |                                                                            |
| Schneider Hans      | TVP    |                                                                            |
| Schuler Walter      | TVP    |                                                                            |
| Senn Eduard         | TVP    |                                                                            |
| Sölder Josefine     | TVP    |                                                                            |
| Steidle Richard     | TVP    |                                                                            |
| Stumpf Franz        | TVP    |                                                                            |
| Thaler Andrä        | TVP    |                                                                            |
| Wurm Franz          | TVP    |                                                                            |
| Zößmayr Bernhard    | GDVP   |                                                                            |